# Alan Napier
Alan Napier, nato Alan W. Napier-Clavering (Kings Norton, 7 gennaio 1903 – Santa Monica, 8 agosto 1988), è stato un attore inglese.
Cugino di Neville Chamberlain, Primo Ministro inglese dal 1937 al 1940 e nipote dell'industriale Wilfred Byng Kenrick, Napier divenne popolare per la sua interpretazione del ruolo del maggiordomo Alfred nella serie televisiva Batman, trasmessa negli anni sessanta.

## Biografia
Napier era figlio di Claude Gerald Napier-Clavering (1869–1938) e di sua moglie Mary Millicent Kenrick (1871–1932). Fisico imponente (era alto 1,98 cm), dopo aver compiuto gli studi al Clifton College, Napier si diplomò alla Royal Academy of Dramatic Art, successivamente trovò impiego presso gli Oxford Players, con cui collaborò sin quando non venne scoperto come talento da Sir John Gielgud e da Robert Morley. Nei dieci anni successivi (1929–1939) continuò a lavorare a fianco dei maggiori interpreti delle scene britanniche.
Nel 1929 interpretò il Marchese di Shayne nel primo cast della fortunata operetta Bitter Sweet di Noël Coward al His Majesty's Theatre di Londra con Austin Trevor (noto come detective Hercule Poirot) e Robert Newton (noto come Long John Silver ne L'isola del tesoro).
Giunto a New York nel 1940 assieme a Gladys George, come co-protagonista a Broadway della commedia Lady in Waiting, sbarcò definitivamente a Hollywood nel 1941. Qui conobbe personalità come il regista James Whale e apparve in celebri film come Il bacio della pantera (1942), La casa sulla scogliera (1944) e Il prigioniero del terrore (1944).
Nel film Bernadette (1943), egli interpretò il ruolo eticamente discutibile dello psichiatra che viene chiamato a giudicare la salute mentale di Bernadette. Successivamente comparve in due film ispirati ad opere di William Shakespeare: Macbeth (1948) di Orson Welles, dove ricoprì il ruolo del sacerdote che Welles aggiunse alla storia, e nel Giulio Cesare (1953) prodotto dalla MGM, in cui interpretò Cicerone. Egli personificò anche il Conte di Warwick nel film Giovanna d'Arco (1948).
Passato negli anni cinquanta anche alla televisione, interpretò per il piccolo schermo quattro episodi della serie Alfred Hitchcock Presenta, mentre nel 1966 venne scritturato per la prima volta nella serie Batman, per interpretare la parte di Alfred Pennyworth, il fedele maggiordomo di casa Wayne, ruolo che ricoprì con un gusto particolare, tutto inglese, sino alla fine della serie nel 1968. La carriera di Napier si protrasse sino agli anni ottanta con ruoli in miniserie TV quali QB VII e The Paper Chase.
Nel 1987 venne ricoverato una prima volta a causa di un infarto e nuovamente venne ricoverato nel giugno del 1988 dopo essersi trovato gravemente ammalato per diversi giorni. Morì di embolia al Berkeley East Convalescent Hospital di Santa Monica (California), all'età di 85 anni. Il suo corpo venne cremato e riposa oggi nella Chapel of the Pines Crematory.
Napier fu grande amico dell'attore Michael Gough, che successivamente interpreterà proprio il ruolo di Alfred nei successivi film di Batman così come, nel film del 1989, l'alter ego di Joker, Jack Napier, impersonato da Jack Nicholson, venne così chiamato in onore dell'attore da poco scomparso.

## Vita privata
Si sposò due volte: prima nel 1930 con Emily Nancy Bevill Pethybridge da cui ha avuto una figlia, Jennifer; nel 1944 divorziò da Emily e si sposò con Aileen Dickens Downing, pronipote di Charles Dickens, con cui è rimasto fino alla morte di lei, nel 1961.
La famiglia Napier può vantare personalità di rilievo nel campo della recitazione d'autore:
- Alan Napier è il nonno dell'attore Brian Forster, che è divenuto famoso per aver recitato il ruolo di Chris Partridge nella serie TV La famiglia Partridge.
- Alan Napier è il bisnonno di James Napier, che è divenuto famoso per il proprio ruolo nella serie TV The Tribe e Power Rangers Dino Thunder[1].

## Filmografia

### Cinema
- Caste, regia di Campbell Gullan (1930)
- Stamboul, regia di Dimitri Buchowetzki (1931)
- Ottocento romantico (Bitter Sweet), regia di Herbert Wilcox - non accreditato (1933)
- Loyalties, regia di Basil Dean e Thorold Dickinson (1933)
- The Wandering Jew, regia di Maurice Elvey (1933)
- In a Monastery Garden, regia di Maurice Elvey (1935)
- Wings Over Africa, regia di Ladislao Vajda (1936)
- For Valour, regia di Tom Walls (1937)
- La moglie del generale Ling (The Wife of General Ling), regia di Ladislao Vajda (1937)
- The Four Just Men, regia di Walter Forde (1939)
- Non siamo soli (We Are Not Alone), regia di Edmund Goulding (1939)
- Il ritorno dell'uomo invisibile (The Invisible Man Returns), regia di Joe May (1940)
- La casa dei sette camini (The House of the Seven Gables), regia di Joe May (1940)
- Confirm or Deny, regia di Archie Mayo (1941, scene cancellate)
- Eagle Squadron, regia di Arthur Lubin (1942)
- Un americano a Eton (A Yank at Eton), regia di Norman Taurog (1942, non accreditato)
- Il bacio della pantera (Cat People), regia di Jacques Tourneur (1942, non accreditato)
- Prigionieri del passato (Random Harvest), regia di Mervyn LeRoy (1942)
- Il segreto del golfo (Assignment in Brittany), regia di Jack Conway (1943)
- Appointment in Berlin, regia di Alfred E. Green - non accreditato (1943)
- Torna a casa, Lassie! (Lassie Come Home), regia di Fred M. Wilcox (1943)
- Madame Curie, regia di Mervyn LeRoy - non accreditato (1943)
- Bernadette (The Song of Bernadette), regia di Henry King - non accreditato (1943)
- L'angelo perduto (Lost Angel), regia di Roy Rowland (1943)
- Mademoiselle Fifi, regia di Robert Wise (1944)
- La casa sulla scogliera (The Uninvited), regia di Lewis Allen (1944)
- La spia di Damasco (Action in Arabia), regia di Léonide Moguy (1944)
- Il diavolo nero (The Hairy Ape), regia di Alfred Santell (1944)
- Il prigioniero del terrore (Ministry of Fear), regia di Fritz Lang (1944)
- Missione segreta (Thirty Seconds Over Tokyo), regia di Mervyn LeRoy (1944)
- Acque scure (Dark Waters), regia di André De Toth - non accreditato (1944)
- Nelle tenebre della metropoli (Hangover Square), regia di John Brahm (1945)
- Il vampiro dell'isola (Isle of the Dead), regia di Mark Robson (1945)
- L'idolo cinese (Three Strangers), regia di Jean Negulesco (1946)
- House of Horrors, regia di Jean Yarbrough (1946)
- Uno scandalo a Parigi (A Scandal in Paris), regia di Douglas Sirk (1946)
- Venere peccatrice (The Strange Woman), regia di Edgar G. Ulmer (1946)
- Sinbad il marinaio (Sinbad, the Sailor), regia di Richard Wallace (1947)
- La matadora (Fiesta), regia di Richard Thorpe (1947)
- Senza ritorno (High Conquest), regia di Irving Allen (1947)
- La sfinge del male (Ivy), regia di Sam Wood (1947)
- La figlia del pirata (Adventure Island), regia di Sam Newfield (1947)
- Lo sparviero di Londra (Lured), regia di Douglas Sirk (1947)
- Fiore selvaggio (Driftwood), regia di Allan Dwan (1947)
- Gli invincibili (Unconquered), regia di Cecil B. DeMille (1947)
- Ambra (Forever Amber), regia di Otto Preminger (1947)
- The Lone Wolf in London, regia di Leslie Goodwins (1947)
- Johnny Belinda, regia di Jean Negulesco (1948)
- Macbeth, regia di Orson Welles (1948)
- Giovanna d'Arco (Joan of Arc), regia di Victor Fleming (1948)
- Casa mia (Hills of Home), regia di Fred M. Wilcox (1948)
- My Own True Love, regia di Compton Bennett (1949)
- Tarzan e la fontana magica (Tarzan's Magic Fountain), regia di Lee Sholem (1949)
- La corte di re Artù (A Connecticut Yankee in King Arthur's Court), regia di Tay Garnett (1949)
- La traccia del serpente (Manhandled), regia di Lewis R. Foster (1949)
- Doppio gioco (Criss Cross), regia di Robert Siodmak (1949)
- Il Danubio rosso (The Red Danube), regia di George Sidney (1949)
- Il ritorno di Lassie (Challenge to Lassie), regia di Richard Thorpe (1949)
- Master Minds, regia di Jean Yarbrough (1949)
- I conquistatori della Sirte (Tripoli), regia di Will Price (1950)
- I filibustieri delle Antille (Double Crossbones), regia di Charles Barton (1951)
- Tarzan sul sentiero di guerra (Tarzan's Peril), regia di Byron Haskin (1951)
- Il grande Caruso (The Great Caruso), regia di Richard Thorpe (1951)
- Il ribelle dalla maschera nera (The Highwayman), regia di Lesley Selander (1951)
- Il cacciatore del Missouri (Across the Wide Missouri), regia di William A. Wellman (1951)
- Più forte dell'amore (The Blue Veil), regia di Curtis Bernhardt e, non accreditato, Busby Berkeley (1951)
- Alan, il conte nero (The Strange Door), regia di Joseph Pevney (1951)
- Marijuana (Big Jim McLain), regia di Edward Ludwig (1952)
- La regina vergine (Young Bess), regia di George Sidney (1953)
- Giulio Cesare (Julius Caesar), regia di Joseph L. Mankiewicz (1953)
- Désirée, regia di Henry Koster (1954)
- Il covo dei contrabbandieri (Moonfleet), regia di Fritz Lang (1955)
- Il giullare del re (The Court Jester), regia di Melvin Frank e Norman Panama (1956)
- Miami Expose, regia di Fred F. Sears (1956)
- Nel tempio degli uomini talpa (The Mole People), regia di Virgil W. Vogel (1956)
- Quattro donne aspettano (Until They Sail), regia di Robert Wise (1957)
- L'isola delle vergini (Island of the Lost Women), regia di Frank Tuttle (1959)
- Viaggio al centro della Terra (Journey to the Center of the Earth), regia di Henry Levin (1959)
- Paese selvaggio (Wild in the Country), regia di Philip Dunne - non accreditato (1961)
- Tenera è la notte (Tender Is the Night), regia di Henry King (1962)
- Sepolto vivo (The Premature Burial), regia di Roger Corman (1962)
- La spada nella roccia (The Sword in the Stone), regia di Wolfgang Reitherman - voce (1963)
- Marnie, regia di Alfred Hitchcock (1964)
- Mary Poppins, regia di Robert Stevenson - voce, non accreditato (1964)
- My Fair Lady, regia di George Cukor - non accreditato (1964)
- La strada del crimine (Signpost to Murder), regia di George Englund (1965)
- Le ultime 36 ore (36 Hours), regia di George Seaton (1965)
- Il caro estinto (The Loved One), regia di Tony Richardson (1965)
- Batman, regia di Leslie H. Martinson (1966)
- Come Die with Me, regia di Burt Brinckeroff (1974)

### Televisione
- Alfred Hitchcock presenta (Alfred Hitchcock Presents) – serie TV, episodi 1x05-2x25-4x24 (1955-1959)
- The 20th Century-Fox Hour – serie TV, episodi 1x12-1x17-2x07 (1956)
- Telephone Time – serie TV, episodio 2x19 (1957)
- General Electric Theater – serie TV, episodio 6x05 (1957)
- Panico (Panic!) – serie TV, episodio 1x18 (1957)
- I detectives (The Detectives) – serie TV, episodio 1x06 (1959)
- Avventure in paradiso (Adventures in Paradise) – serie TV, episodio 2x10 (1960)
- Thriller – serie TV, 3 episodi (1960-1961)
- Follow the Sun – serie TV, episodio 1x22 (1962)
- Scacco matto (Checkmate) – serie TV, episodio 2x23 (1962)
- Ai confini della realtà (The Twilight Zone) – serie TV, episodio 4x17 (1963)
- L'ora di Hitchcock (The Alfred Hitchcock Hour) – serie TV, episodio 1x26 (1963)
- Gli inafferrabili (The Rogues) – serie TV, episodio 1x16 (1965)
- Daktari – serie TV, episodio 1x03 (1966)
- Tre nipoti e un maggiordomo (Family Affair) – serie TV, episodio 3x17 (1969)

## Doppiatori italiani
- Lauro Gazzolo in Il prigioniero del terrore, Casa mia, Doppio gioco, Il cacciatore del Missouri, Marijuana, Giulio Cesare, Il covo dei contrabbandieri, Batman
- Giorgio Capecchi in L'idolo cinese, Viaggio al centro della Terra, Fiore selvaggio, Johnny Belinda
- Aldo Silvani in Bernadette, Sinbad il marinaio, La traccia del serpente
- Gino Baghetti in Il grande Caruso, Il giullare del re, Nel tempio degli uomini talpa
- Gaetano Verna in La casa sulla scogliera
- Cesare Fantoni in Nelle tenebre della metropoli
- Stefano Sibaldi in Gli invincibili
- Sandro Ruffini in La matadora
- Manlio Busoni in Macbeth
- Leo Garavaglia in La corte di re Artù
- Carlo Romano in Desirée
- Bruno Persa in Sepolto vivo
- Amilcare Pettinelli in Tenera è la notte
- Riccardo Mantoni in Marnie

Da doppiatore è sostituito da:
- Giovanni Saccenti in La spada nella roccia